# Quinto Petílio Espurino
Quinto Petílio Espurino (m. 176 a.C.; em latim: Quintus Petillius Spurinus) foi um político da gente Petília da República Romana eleito cônsul em 176 a.C. com Cneu Cornélio Cipião Híspalo.

## Primeiros anos
Provavelmente foi um dos tribunos da plebe nomeados em 187 a.C. e que acusaram Cipião Asiático de peculato. Foi pretor urbano, em 181 a.C., com a missão de realizar um alistamento de novos exércitos. Conta Lívio que, durante seu mandato, foram descobertas as obras do rei Numa Pompílio na propriedade de Lúcio Petílio (alguns escritores dão outro nome para esta pessoa). Espurino se apoderou das obras e as apresentou ao Senado que, para evitar que fossem lidos e preservados, mandou queimá-los.

## Consulado (176 a.C.)
Foi eleito com Cneu Cornélio Cipião Híspalo, que morreu logo no início do mandato e foi substituído pelo cônsul sufecto Caio Valério Levino. Recebeu a Ligúria como sua província consular e foi morto lutando contra os lígures.